# Vincent Van Peteghem
Vincent Van Peteghem, né le 28 octobre 1980 à Gand, est un professeur d'université et un homme politique belge flamand, chrétien-démocrate, membre du CD&V. Il est vice-Premier ministre et ministre des Finances depuis octobre 2020 dans le gouvernement De Croo puis, depuis février 2025, vice-Premier ministre, ministre du Budget et de la Simplification administrative dans le gouvernement De Wever.

## Biographie
Vincent Van Peteghem, né le 28 octobre 1980 à Gand, est le fils de Martin Van Peteghem, homme politique, député à la Chambre des représentants et bourgmestre de la commune de La Pinte durant quatorze ans. Il est marié et a trois enfants.
Il a fait ses études secondaires au Collège Don Bosco de Zwijnaarde.
En 2002, il obtient le diplôme de licencié en sciences économiques appliquées à l'Université de Gand et en 2003 un master en gestion des organisations publiques, après avoir présenté une thèse sur la SNCB et le financement des partis politiques belges. Il entame alors une carrière académique comme doctorant et est de 2006 à 2010 assistant à l'université. C'est ainsi qu'il obtient en 2010 le diplôme de docteur en sciences économiques appliquées sur la question de l'amélioration et l'optimisation des processus économiques. En 2011, il est chercheur postdoctorant à l'Université de Gand. De 2011 à 2012, il est lecteur en operations management et ensuite, de 2012 à 2020, professeur de management et directeur en innovation dans l'enseignement à l'EDHEC Business School de Lille.
Il suit les traces de son père en politique au sein du CD&V. De 2010 à 2013, il est président de la section des jeunes de Flandre orientale du parti. En 2016, il devient membre du comité directeur du CD&V. En 2012, il est élu conseiller communal de la commune de La  Pinte. De janvier 2019 à  janvier 2025, il est le bourgmestre de La Pinte,. À partir de novembre 2020, il est bourgmestre empêché à la suite de sa nomination de ministre au gouvernement fédéral.
Au niveau national, il devient député à la Chambre des représentants en prenant la succession de Sarah Claerhout en novembre 2016. Il est réélu en mai 2019 et en juin 2024.
Le 1er octobre 2020, il est nommé vice-Premier ministre et ministre des Finances, chargé de la Lutte contre la fraude fiscale au sein du gouvernement De Croo. Le 28 juin 2022, il reprend la compétence sur la Loterie Nationale, après que le secrétaire d'État Sammy Mahdi ait démissionné du gouvernement De Croo pour devenir président du CD&V.
Dans le cadre de la réforme fiscale du gouvernement Vivaldi, il défend une diminution des avantages en nature en faveur d'une rémunération en euros, la fin de l'avantage fiscal pour les résidences secondaires et la fin du statut fiscal favorable pour les droits d'auteur. Il propose également une réduction des charges fiscales sur le travail de plus de 18 milliards d'euros qui sont reportées sur la consommation et la pollution. Le gouvernement De Croo ne sera pas en mesure de mener à bien cette réforme en raison de l'opposition des libéraux francophones (MR).
En août 2023, une autre initiative de Vincent Van Peteghem recueille en revanche un grand succès avec l'émission d'un bon d'État à un an en vue de stimuler la compétition entre banques et de rémunérer l'épargne des ménages à un niveau plus élevé. 21,9 milliards d'euros sont ainsi collectés en septembre 2023. Cette émission est suivie par d'autres émissions en 2024 qui connaissent un succès plus modéré étant moins bien rémunérés.
Lors des élections législatives fédérales belɡes de juin 2024, Vincent Van Peteghem est élu député par l’arrondissement administratif de Flandre orientale à la Chambre des représentants.
Á la suite des élections communales belɡes d'octobre 2024, il est élu bourɡmestre de la commune fusionnée de Nazareth-La Pinte.
Au sein du gouvernement De Wever, Vincent Van Peteghem devient le 3 février 2025 vice-Premier ministre, ministre du Budget et de la Simplification administrative.

## Distinction
- Grand officier de l'ordre de Léopold en 2024[13].